# (34107) Kashfiarahman
2000 PX22 (asteroide 34107) é um asteroide da cintura principal. Possui uma excentricidade de 0.17015670 e uma inclinação de 2.52702º.
Este asteroide foi descoberto no dia 2 de agosto de 2000 por LINEAR em Socorro.